# ジョージ・ニコル・バーンズ

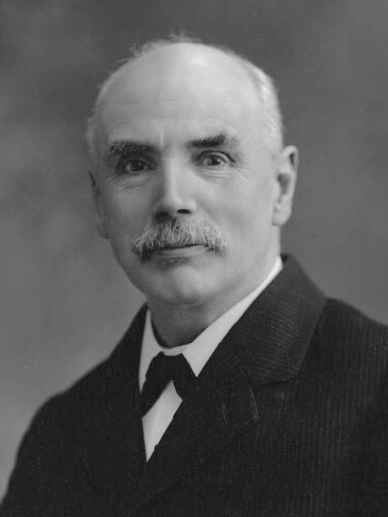
ジョージ・ニコル・バーンズ

ジョージ・ニコル・バーンズ（George Nicoll Barnes、CH、1859年12月2日 - 1940年4月21日）は、スコットランドの政治家、労働党党首。

## 来歴
ダンディーのロチーにて、ヨークシャー出身の熟練技術者、工場経営者の父ジェームズ・バーンズと母キャサリン・アダム・ラングランズとの間に出生。5人兄弟の次男坊であった。一家はイングランド、ミドルセックス州のポンダーズ・エンドへ転居し、ジョージはエンフィールド・ハイウェイの教会学校を卒業後、11歳から父の経営するジュート工場で働き始める。以後2年間鋳造所などで徒弟として過ごし、奉公を終えるとバロー・イン・ファーネスの造船所に2年にわたり勤務。造船所生活を経て再びロンドンに戻るが、1879年の不況時に失業を経験し、フルハムに8年間定住するまで短期間の仕事を数多くこなす。1882年には二男一女を持つトマス・ラングランズの娘ジェシーと結婚する。
ロンドン時代に技術電気合同組合の活動家（書記長）となったほか協同組合運動に関わり、穏健派ながらも熱烈な社会主義者として、1893年の独立労働党設立に参加することとなる。1895年の総選挙のロッチデール選挙区で独立労働党から出馬し落選、1906年の総選挙のグラスゴー・ブラックフェアーズ・アンド・ハッチソンタウン選挙区に労働党から立候補し初当選を果たす。1918年の総選挙まで同選挙区から当選を重ねるが、この選挙をもって同選挙区が廃止されたのに伴い、1922年に引退するまでグラスゴー・ゴーバルズ選挙区から立候補。
この間、1910年2月14日から翌年2月6日まで労働党党首、デイヴィッド・ロイド・ジョージ政権下では労働年金大臣（1916年 - 1917年）、無任所大臣（1917年 - 1920年）を務めた。また、任期中に勃発した第一次世界大戦で息子1人が戦死。1918年には労働党がロイド・ジョージ連立政権からの離脱を表明するも、大臣辞任を拒んだことから同党を除名、新たに国民民主労働党を立ち上げる。1920年初頭に大臣を辞任すると政界で目立った活動を行うことはなくなった。同年3月、大臣時代の業績を讃えコンパニオンズ・オブ・オーナー勲章を受章。1922年の総選挙に際し、労働党が対抗馬擁立を発表するがバーンズは政界を引退する。これは、グラスゴーの労働党公認候補が選挙戦を有利に進められるのは明らかな上、他党からの出馬も考えていなかったためである。
政界引退後も国際労働機関への支援や印刷協同組合長に就くなど、引き続き労働運動に尽力。1940年4月21日、ロンドンの自宅で死去。フルハム墓地に埋葬された。

## 著書
- From Workshop to War Cabinet (1923)
- History of the International Labour Office (1926)